# Henri Lehmann
Pour les articles homonymes, voir Henri Lehmann (anthropologue) et Lehmann.
Henri Lehmann, né Karl Rudolph Heinrich Lehmann à Kiel (duché de Holstein) le 14 avril 1814 et mort à Paris (8e arrondissement) le 30 mars 1882 est un peintre français d'origine allemande.
Son frère est le peintre Rudolf Lehmann (en) (1819-1905).

## Biographie
Charles Ernest Rodolphe Henri Lehmann est d'abord l'élève de son père, Leo Lehmann (de), puis de Ingres à Paris, où il ouvre son atelier en 1847, après s'être fait naturaliser français.
Portraitiste réputé, il reçoit de nombreuses récompenses. Ses œuvres présentent un trait épuré et gracieux. Il enseigne à l'École des beaux-arts de Paris de 1875 à 1881, prenant la succession d'Isidore Pils. Il a notamment pour élèves, Georges Seurat, Henry Moret, et les symbolistes Alexandre Séon et Alphonse Osbert. Il est promu officier de la Légion d'honneur le 26 juillet 1853.
Henri Lehmann meurt à Paris le 30 mars 1882.

## Distinctions
- Officier de la Légion d'honneur (1853).

## Œuvres dans les collections publiques
États-Unis
- New York, Metropolitan Museum of Art : Faustine Léo (1832–1865), 1842. Portrait de la cousine germaine d'Henri Lehmann[4].
- Washington, National Gallery of Art : Odalisque, 1837.

France
- Boulogne-sur-Mer, église Saint-Nicolas : La Flagellation, 1841, huile sur toile, classé MH (1981)
- Bourron-Marlotte, mairie-musée : La Fille de Jephté, 1835, huile sur toile, 128 × 161 cm, offerte au musée par le comte de Montesquiou en 1907,  Classé MH (2006)[5].
- Carcassonne, musée des Beaux-Arts : Le Pêcheur et la nymphe, 1834, huile sur toile, 200 × 200 cm.
- Chantilly, musée Condé : Madame Henry Lehman, 1866, huile sur bois[6].
- Compiègne, château de Compiègne : Modello pour le plafond de la salle de la cour d'assises du palais de Justice, 1867, 63 × 68 cm[7].
- Dijon, musée Magnin : Vénus et Cupidon[8].
- Gap, Musée Muséum départemental des Hautes-Alpes : Désolation des Océanides au pied du roc où Prométhée est enchaîné.
- Meudon, musée d'Art et d'Histoire :
  - carnet de comptes personnel et journal la carrière du peintre, tenu entre 1831 et 1881[9] ;
  - Autoportrait.
- Montpellier, musée Fabre : Marriucia, 1841, huile sur bois, 94,4 × 71 cm.
- Orléans, musée des Beaux-Arts : 
  - Vae Victis, vers 1874, huile sur toile, 115,5 x 165 cm[10] .
  - Feuille d’études d’une femme nue vue de dos, de trois-quarts à gauche, les bras levés, 1849-1850, crayon conté, sanguine et craie blanche sur papier crème, 30,1 x 20,3 cm[11].
  - Étude d’une femme nue vue de dos, de trois-quarts à gauche, les bras levés, 1849-1850, crayon conté, sanguine et craie blanche sur papier chamois, 33,7 x 20,7 cm[12].
- Paris :
  - École nationale supérieure des beaux-arts : 
    - Portrait de Jean-Auguste-Dominique Ingres, 1880[13] ;
    - Deux études d'homme à cheval, vue de dos, avec quelques reprises de détails, pierre noire et craie blanche sur papier beige, 288 × 477 mm[14]. Ce dessin daté du 16 septembre 1874 est une étude préparatoire pour un des cavaliers de la fresque guerrière que réalise Lehmann la même année, Vae Victis (Malheur aux vaincus) (Orléans). Il y étudie certains détails anatomiques et applique la pierre noire avec une grande fermeté[15].

  - église Saint-Merri : peintures murales.
  - Institut national des jeunes aveugles, chapelle : peintures murales.
  - musée Carnavalet : Portrait de Franz Liszt, 1839[16].
  - musée du Louvre : La Source ou L'Eau, vers 1870, 125 × 150 cm, déposé au musée Ingres-Bourdelle à Montauban[17].
  - Palais de Justice, plafond de la salle de la cour d'assises : La Loi ; La Méditation ; L'Intégrité ; La Vindicte et La Concorde, 1867, œuvres détruites lors de l'incendie du 24 mai 1871.
  - palais du Luxembourg : La France sous les Mérovingiens et les Carolingiens et La France sous les Capétiens, les Valois et les Bourbons, 1855, culs-de-four aux extrémités de la galerie du Trône (actuelle salle des Conférences).
- Reims, musée des Beaux-Arts : Adoration des bergers et des Rois, 1855.
- Rouen, musée des Beaux-Arts : La Fille de Jephté, 1835, dessin préparatoire.
- Saint-Denis, musée d'Art et d'Histoire : Portrait de l'abbé Deguerry, 1857, huile sur toile

## Élèves
- Edmond Aman-Jean
- Albert Bréauté (1853-1939)
- Émile Cambiaggio (1857-1930)
- Fernand Combes
- Édouard Dantan (1848-1897), avant 1867
- Henri Patrice Dillon
- Julien Dupré (1851-1910)
- Félix Lacaille
- Georges Laugée (1853-1937)
- Ernest Laurent (1859-1929), prix de Rome en 1889
- Gaston Le Mains (1854-1930)
- Armand-Émile Mathey-Doret (1853-1931)
- René Ménard (1862-1930)
- Auguste Alexandre Millot (1852-1916)[18]
- Henry Moret (1856-1913)[19]
- Alphonse Osbert (1857-1939)
- Bernard Pégot
- Auguste Raynaud (1854 ou 1855-1937)
- François Schommer (1850-1935)
- Alexandre Séon
- Georges Seurat, en 1875
- Jules Valadon
- Jules Jacques Veyrassat (1828-1893)

Œuvres d'Henri Lehmann
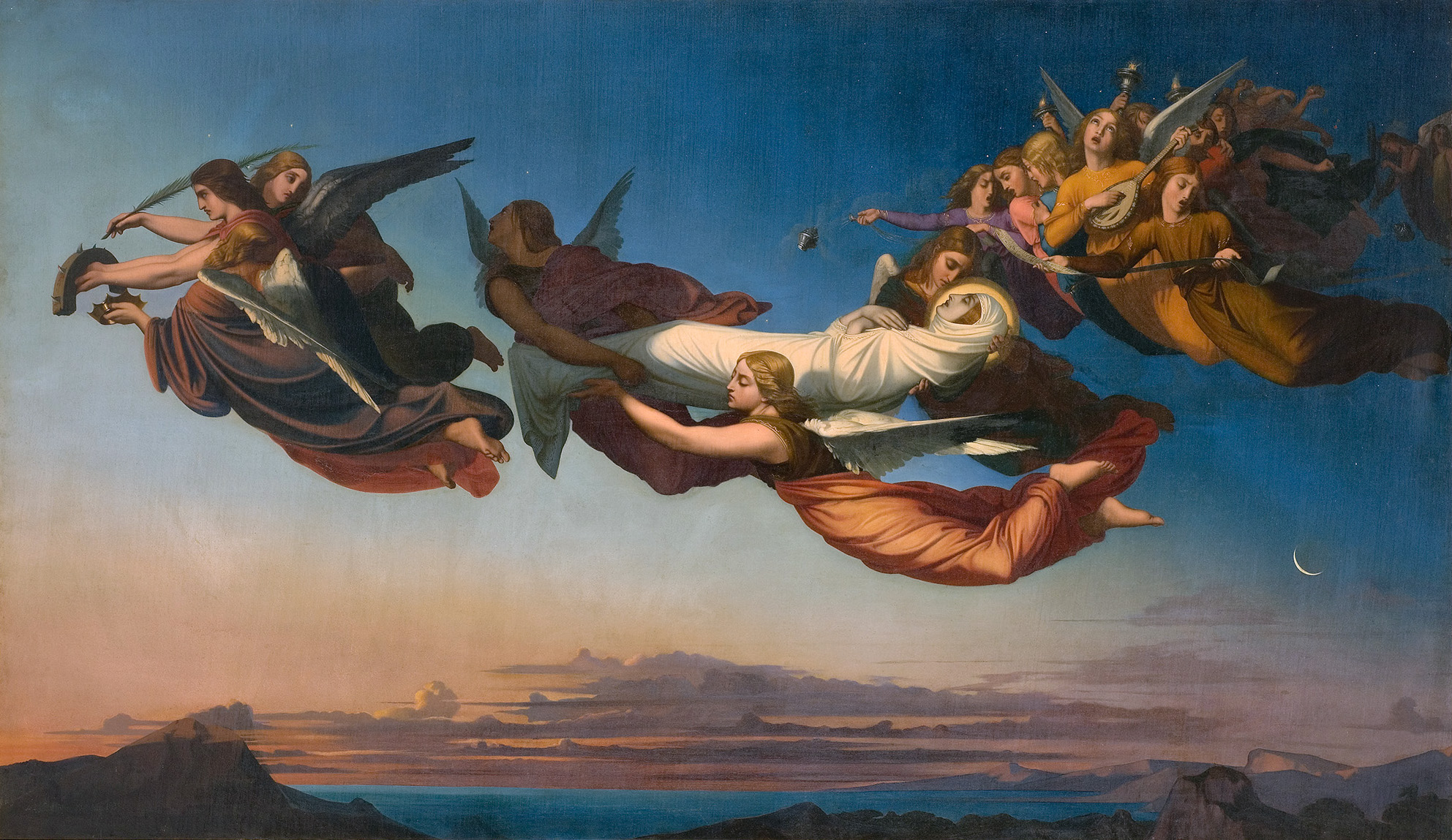
Sainte Catherine d'Alexandrie (1839), Montpellier, musée Fabre.
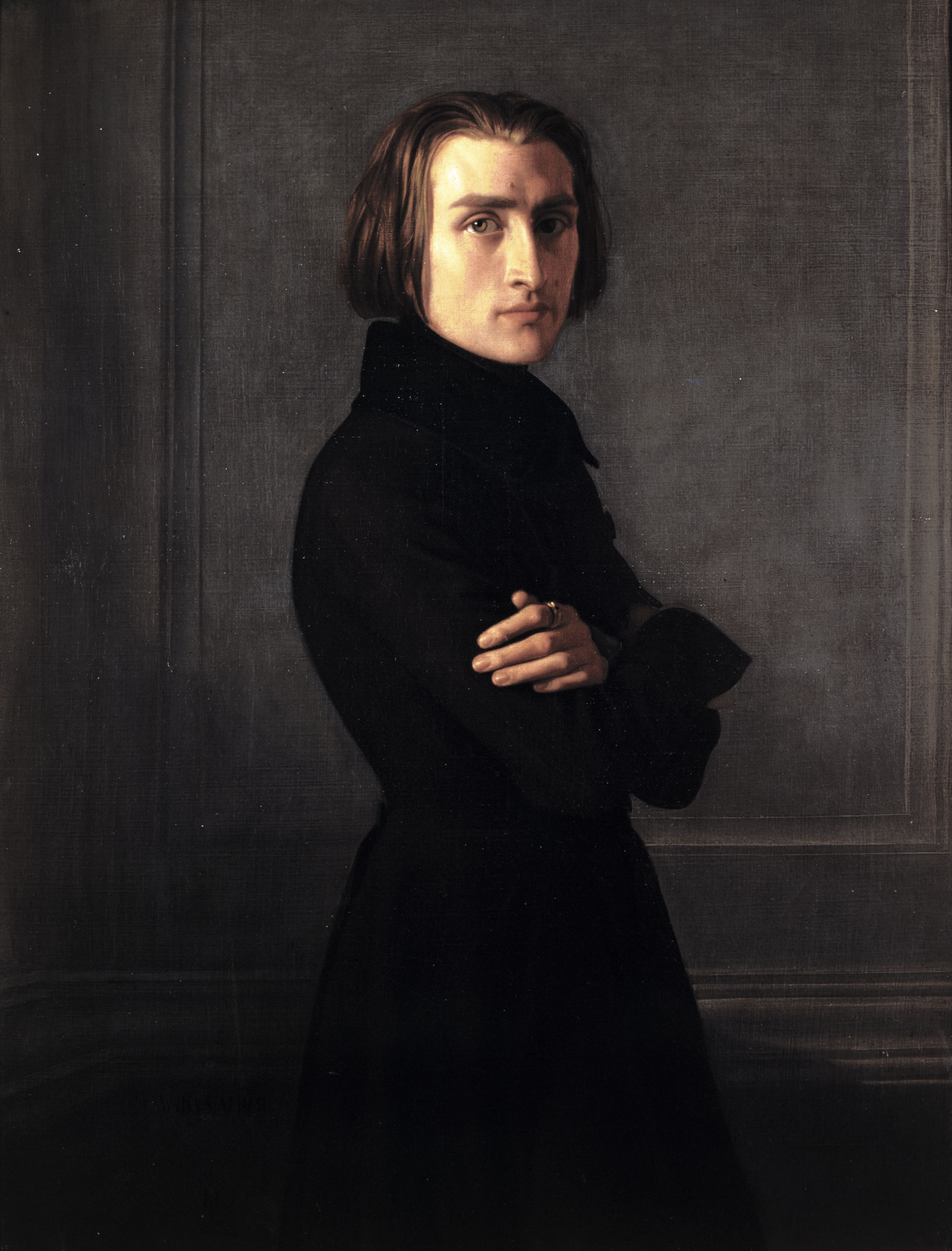
Portrait de Franz Liszt (1839), Paris, musée Carnavalet
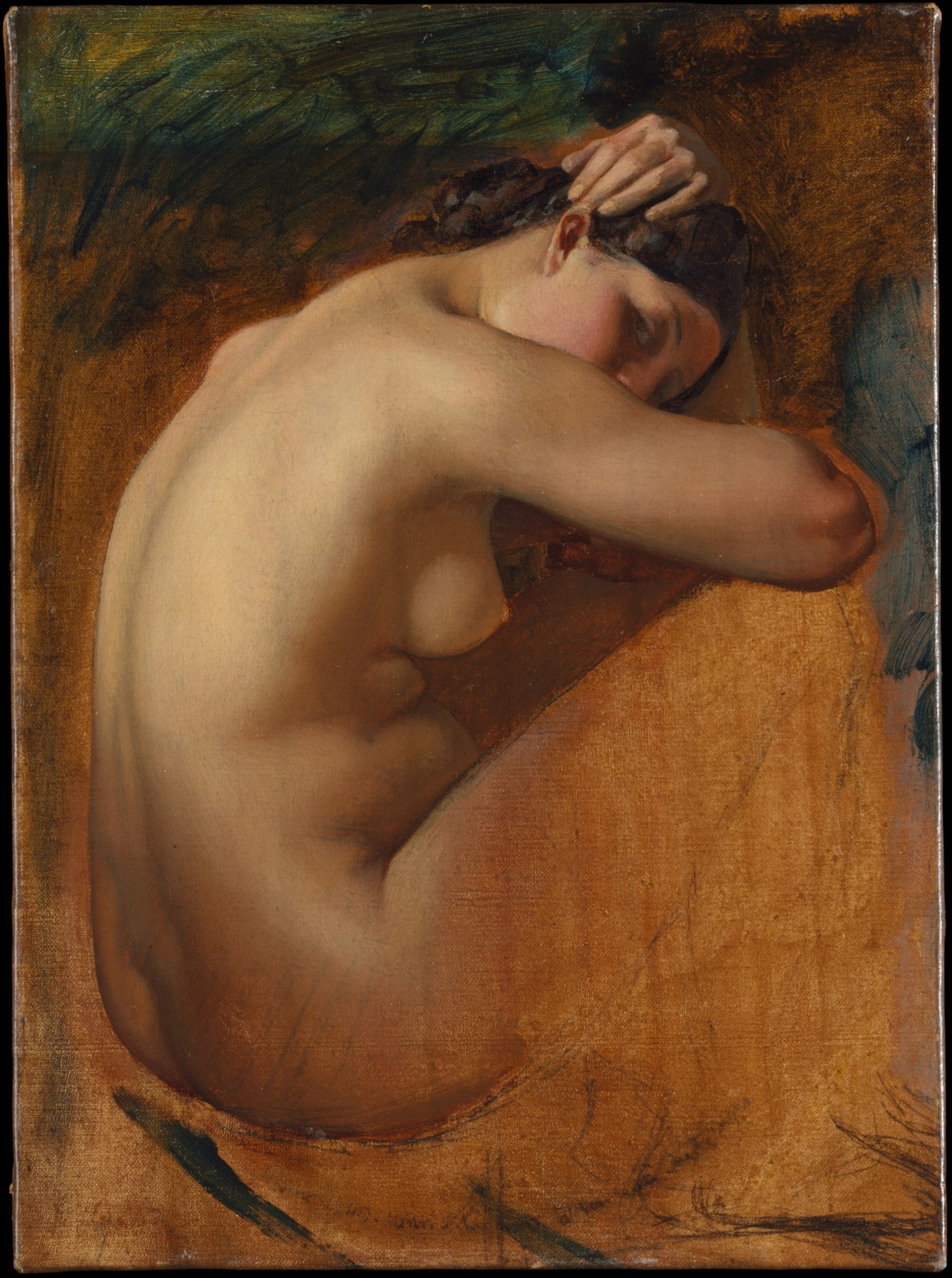
Étude de femme nue (1840), New York, Metropolitan Museum of Art.
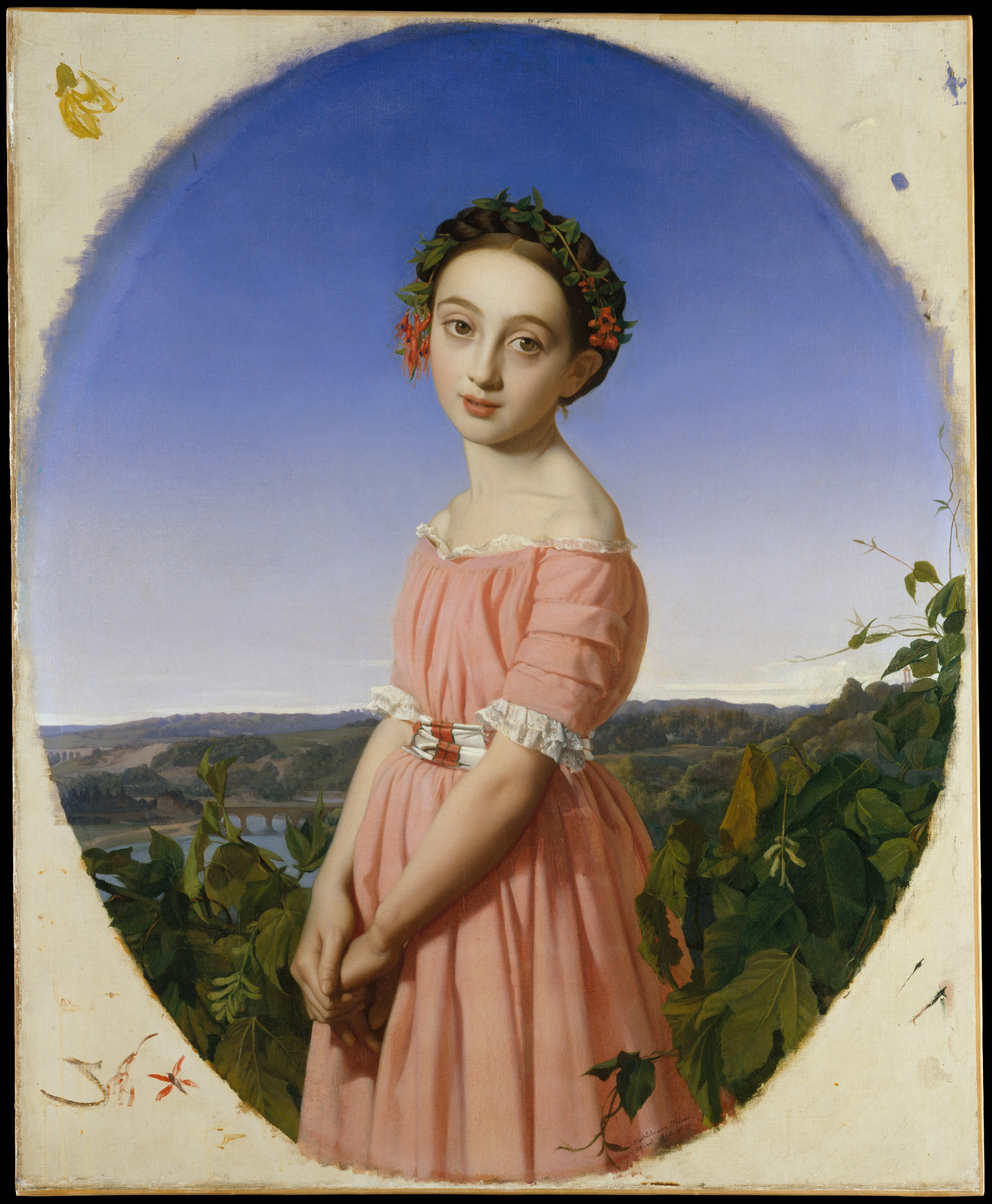
Faustine Léo (1832–1865) (1842), New York, Metropolitan Museum of Art[4].
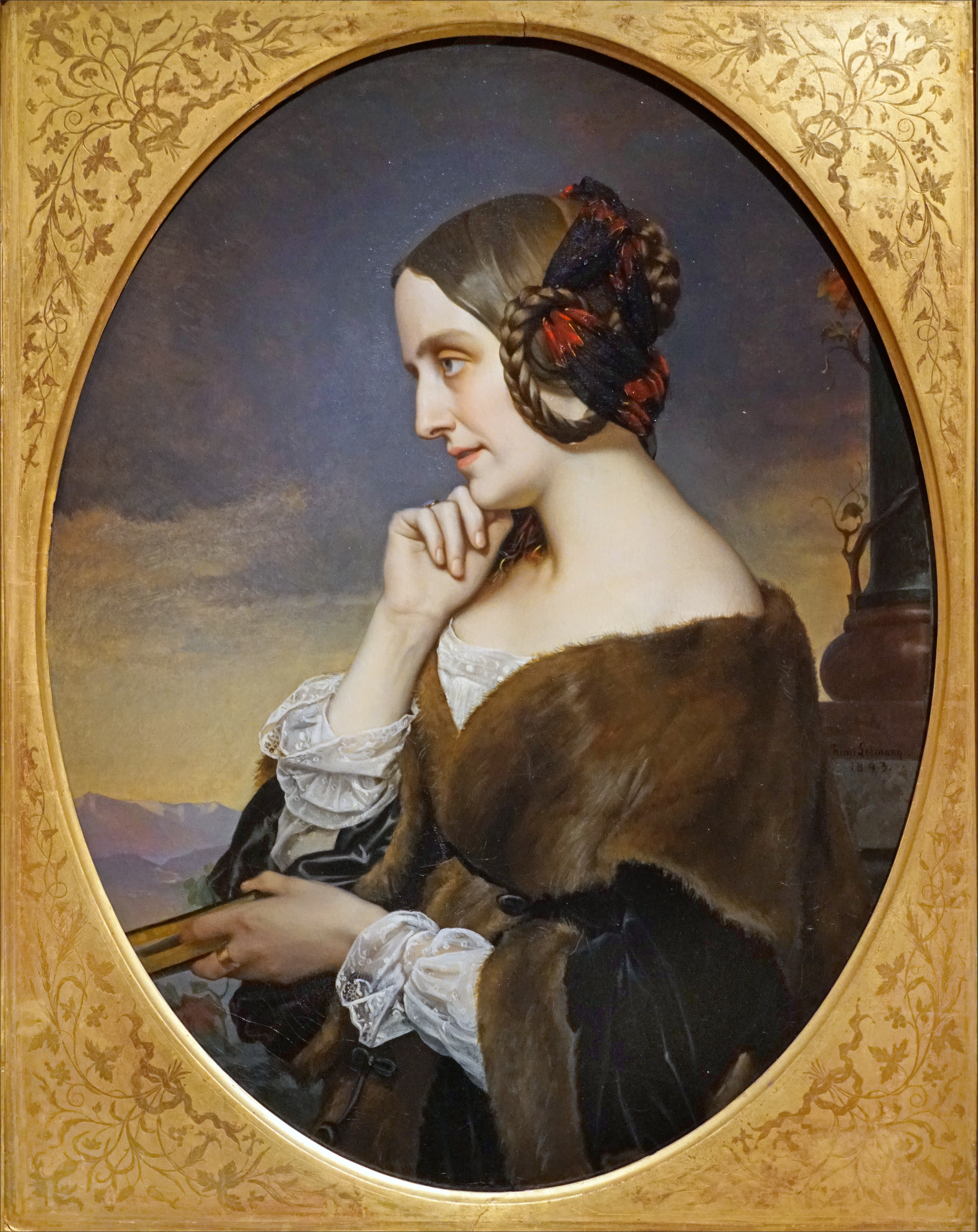
Marie d'Agoult (1843), Paris, musée Carnavalet.
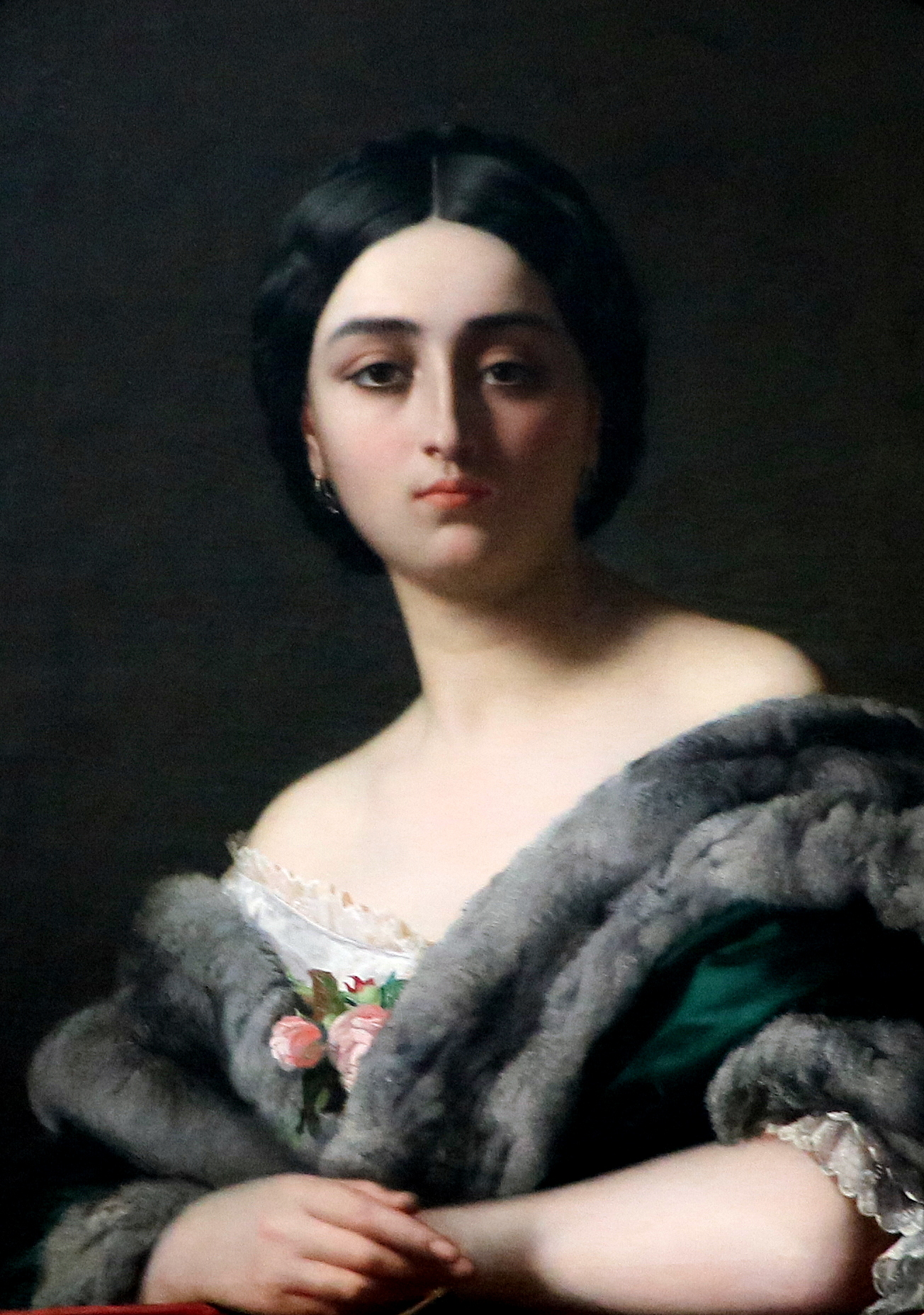
Léonide (ou Monna Belcolore) (1848), musée des Beaux-Arts de Nantes.
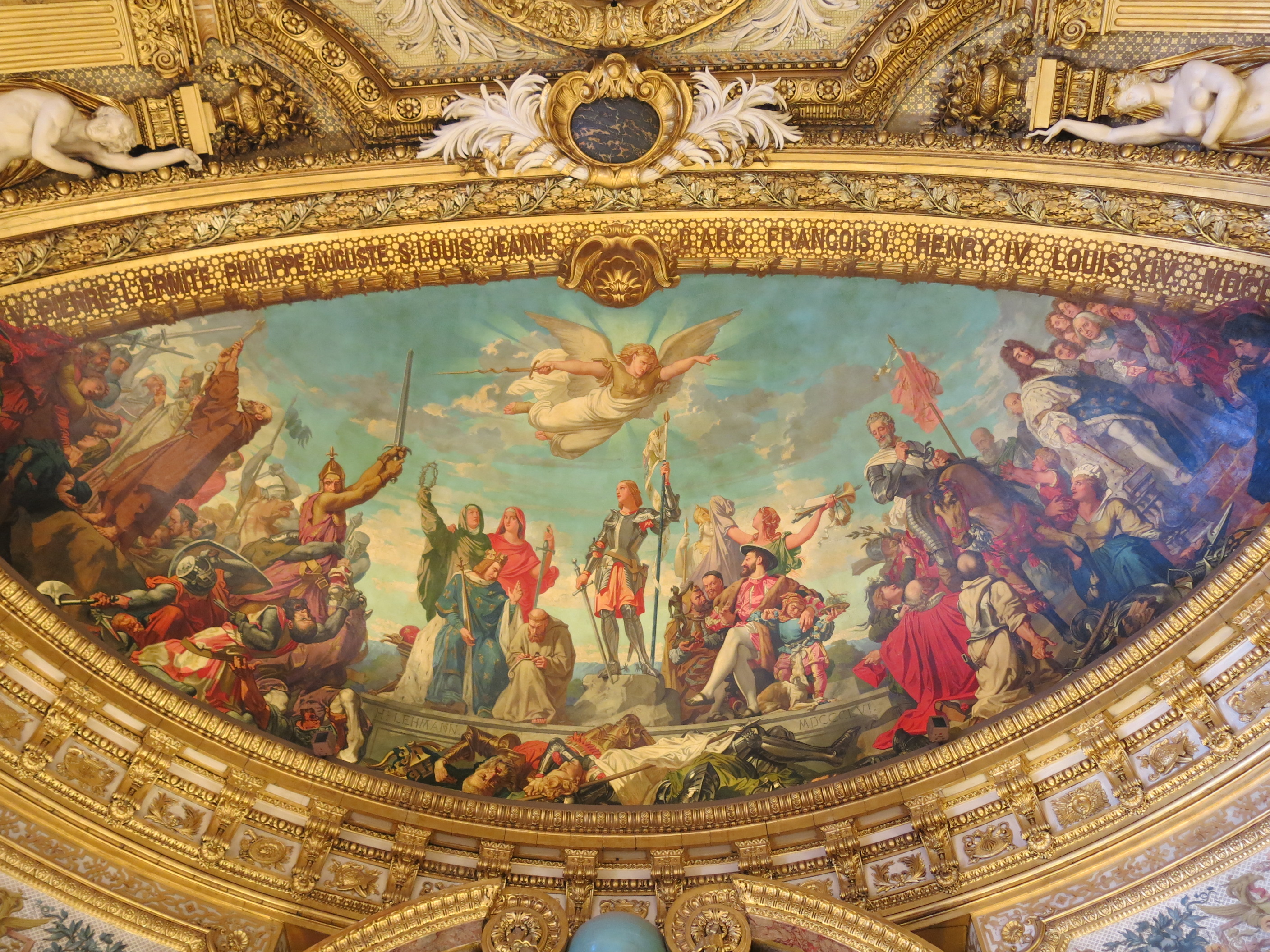
La France sous les Capétiens, les Valois et les Bourbons (1855), Paris, palais du Luxembourg, abside est de la salle du Trône.
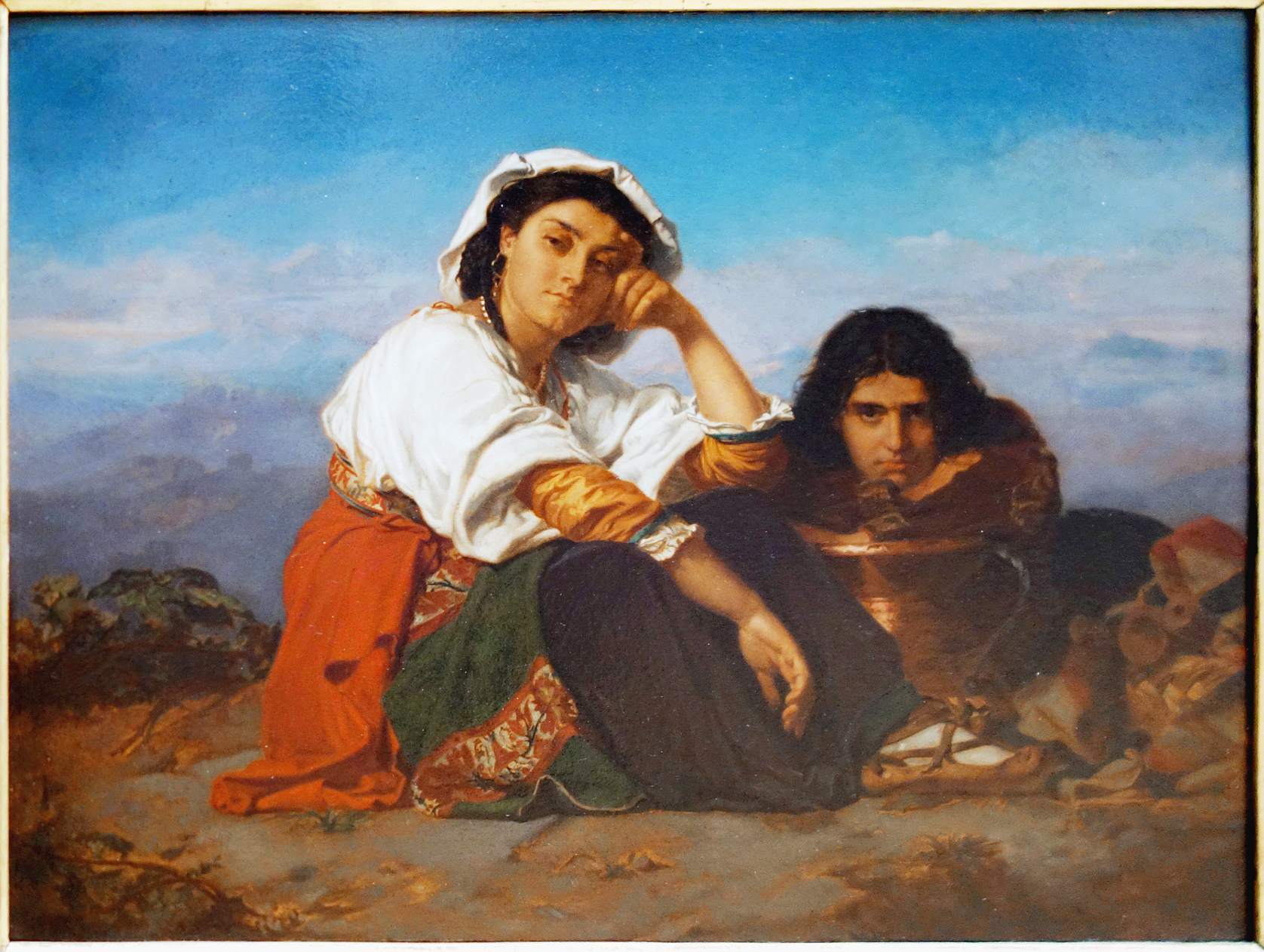
Le Repos (1864), palais des Beaux-Arts de Lille.
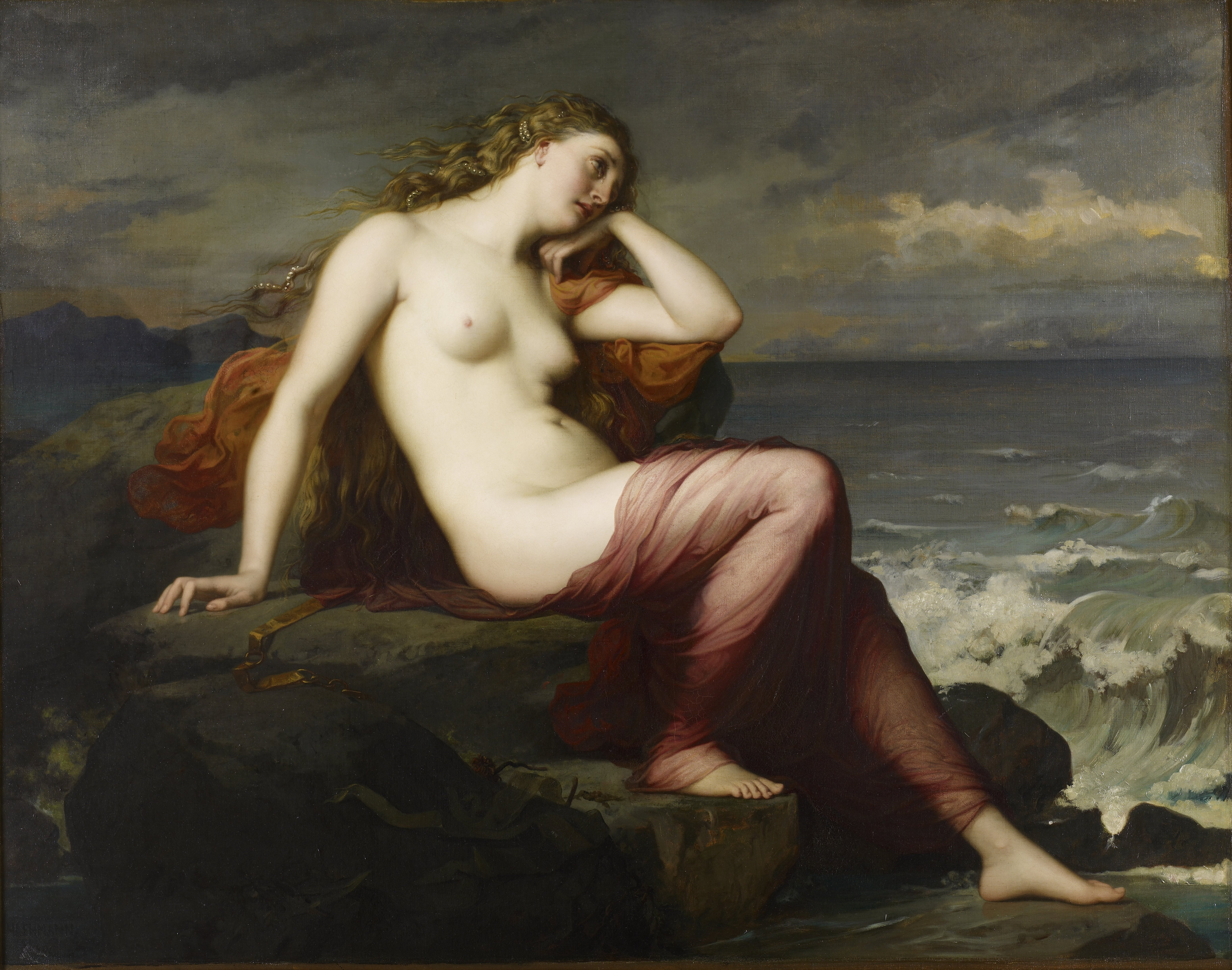
Calypso (1869), Minneapolis Institute of Art.
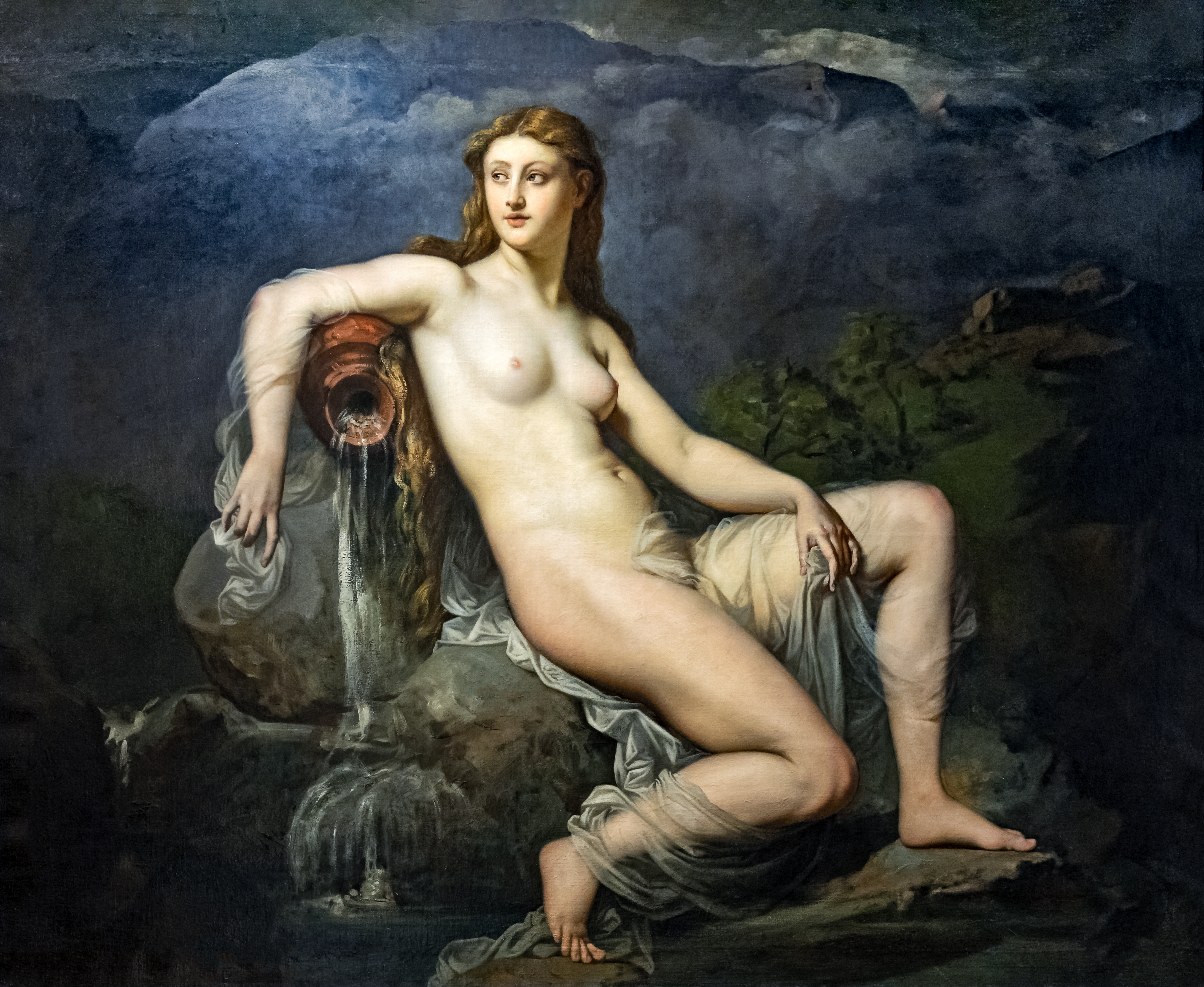
La Source ou L'Eau (vers 1870), Paris, musée du Louvre, déposé au musée Ingres-Bourdelle à Montauban.